# Кератерм (концентрационный лагерь)
Кератерн (серб. Логор Кератерм, босн. Koncentracijski logor Keraterm, хорв. Logor Keraterm) — концентрационный лагерь, основанный боснийскими сербами, их военизированными и полицейскими формированиями в окрестностях города Приедор, в северо-восточной Боснии и Герцеговине, во время Боснийской войны. Лагерь использовался для сбора и заключения от 1000 до 1500 боснийских и хорватских мирных жителей.

## Лагерь
Лагерь Кератерм был организован на месте бывшей керамической фабрики в окрестностях города Приедор. Согласно свидетельствам, заключённых содержали в четырёх залах, которые ранее использовались в качестве складов на керамической фабрике. Все заключённые в лагере Кератерм были мужчинами, большинство из которых были в возрасте от 15 до 60 лет. Однако в середине июля 1992 года примерно 12—15 боснийских женщин были доставлены в Кератерм, изнасилованы и переправлены в концлагерь Омарска. Около 85 % всех заключенных были босняками, а около 15 % — боснийскими хорватами.
Согласно обвинительному заключению МТБЮ задержанные, среди прочего, подвергались физическому насилию, постоянным унижениям, издевательствам, бесчеловечным условиям содержания и страху смерти. Избиения были обычным делом, во время которых применялось всевозможные виды оружия, включая деревянные дубинки, металлические прутья, бейсбольные биты, куски толстого промышленного кабеля с металлическими шариками на конце, приклады винтовок и ножи. Совершались убийства, половые преступления и другие жестокие и унизительные действия.

## Привлечение виновных к ответственности
Лидеры боснийских сербов, отвечавшие за функционирование концлагеря, были осуждены за геноцид, преступления против человечности и военные преступления. Душко Кнежевич был признан виновным в совершении преступлений против человечности и приговорён к длительному тюремному заключению сроком в 31 год. Желько Меякич также был признан виновным в совершении преступлений против человечности и осуждён на 21 год заключения. Душко Сикирица, комендант лагеря Кератерм, признал себя виновным в преступлениях против человечности и был приговорён к тюремному заключению в 15 лет. Остальные охранники лагеря получили меньшие сроки: Душан Фуштар — 9 лет, Предраг Банович — 8 лет, Дамир Дошен — 5 лет, Драган Колунджия — 3 года. Все обвиняемые признали свою вину, что способствовало смягчению их приговоров.